# أبراميس دمشقي
سمكة الوراطة ثلاثية الألوان أو الأبراميس الدمشقي (الاسم العلمي:  Acanthobrama tricolor) هي أحد أنواع الأسماك التي تعيش في المياه العذبة من فصيلة الشبوطيات، تعتبر سوريا وهضبة الجولان الموطن الأساسي لها. في أواخر الثمانيات من القرن المنصرم، عثر على عينتين فقط في مجرى نهر نبع الفوار. وكانت قد اختفت نهائياً من مجرى نهر بردى منذ عام 1908 حيث لم تعد ترى هناك. يعتبر هذا النوع مهدد بالانقراض بشكل خطير وقد تكون انقرض لكن لم تنفي الدراسات التي أجريت على أنظمة مجرى النهر في مرتفعات الجولان وجودها حيث أنها ربما لا تزال متواجدة هناك. ومن الجدير بالذكر أن مجرى النهر السفلي لنهر بردى جاف حالياً وأن الجزء المتوسط لمجرى نهر بردى ملوث بشكل كبير جداً. عائلة الكرب